# María Cristina Brito Avellana
María Cristina Brito Avellana nació en La Habana, Cuba, en 1947. 
Desarrolla su obra en la instalación y la escultura.
Desde 1961 reside en Florida, EE. UU., donde se graduó en 1978 en Bachiller en Bellas Artes en la Florida International University (FIU) y en 1979 alcanzó el título de Máster en Bellas Artes de la Universidad de Miami, Coral Gables, Florida, EE. UU..

## Exposiciones personales
Ha logrado exponer su trabajo en varias exposiciones personales importantes, entre ellas podemos mencionar una muestra en 1980 en The Gallery at 24, (Miami) en 1985 "María Brito Avellana, George Dombek, Larry Rhoads" en Florida Center for Contemporary Art, Tampa, Florida, en 1989 "María Brito Avellana: Recent Sculpture"´´, exhibida en el Interamerican Art Gallery, Miami, Florida y en Museum of Contemporary Hispanic Art (MOCHA), Nueva York. Así como una retrospectiva de su obra "María Brito: A Retrospective"' en Barry University Gallery, Miami Shores, Florida y en Anne Jaffe, Bay Harbour, Florida, en 1991.

## Exposiciones colectivas
Entre las muestras colectivas más relevantes en que ha expuesto su obra podemos citar en Craft Work'76 en el Metropolitan Museum & Art Center, Miami; en 1981 "Latin American Art: A Woman's View" con las artistas Ana Mendieta y Elena Presser en Frances Wolfson Art Gallery, Miami Dade Community College. También ha de considerarse su participación en "The Decade Show. Frameworks of Identity in the 1980s" en 1994 en las espacios del The New Museum of Contemporary Art y el Museum of Contemporary Hispanic Art (MOCHA) y en 1997 "Breaking Barriers. Selections from the Museum of Art's Permanent Contemporary Cuban Collection" en el Museum of Art, Fort Lauderdale, Florida. 

## Colecciones
Su obra forma parte de numerosas instituciones como el Archer M. Huntington Museum, de Texas; Art in Public Places, Metro Dade Center, Florida; Cintas Collection, Inc, Nueva York; Miami Dade Community College, South Campus, Florida y el Olympic Sculpture Park, Seúl, Corea del Sur.

## Premios
A lo largo de su labor creativa ha sido gratificado con varios reconocimientos, entre ellos tenemos en 1977 el Excellence in Art. Florida International University (FIU), Miami, Florida; en 1980 Merit Award. Grove House, Coconut Grove, Florida; en 1988 Individual Artists Fellowship Award, Florida Department of State, Florida; el Pollock Krasner y el Virginia A. Groot Foundation Grant, EE. UU..
- Datos: Q6781930